# Rue Jean-Cristofol
Pour les articles homonymes, voir Cristofol.
La rue Jean-Cristofol est une voie marseillaise située dans le 3e arrondissement de Marseille. 

## Situation et accès
Elle démarre à l’intersection avec le boulevard National et le Boulevard de Strasbourg, longe quelques habitations et résidences sur une légère montée et se termine au carrefour avec la rue Belle-de-Mai.
La rue mesure 348 mètres de long pour 10 mètres de large.

## Origine du nom
La rue doit son nom à Jean Cristofol (1901-1957), homme politique français et maire de Marseille de 1946 à 1947, qui a vécu au no 8 de la rue. 

## Historique
La rue est classée dans la voirie de Marseille par arrêté municipal du 4 mai 1883.
La dénomination actuelle est actée par délibération du Conseil municipal de la Ville de Marseille du 5 juin 1967. Elle s’appelait auparavant « rue Guérin ».

## Bâtiments remarquables et lieux de mémoire
- Au no 19 un groupe d'immeubles d'habitation conçu en 1934 par l'architecte marseillais Gaston Castel pour l'Office public d'HBM de la ville de Marseille[2].
- Au no 6 se trouve la mosquée Ali-Hacene-Blidi.
- Au no 61 se trouve l’assemblée évangélique Viens-et-Vois.